# Space Ofera 阿卡魯達
《Space Ofera 阿卡魯達》（日语：スペース・オフェラ アッガ・ルター）是梶島正樹的日本成人動畫作品。

## 概要
1998年10月到1999年4月由AIC製作、並由HAPPINET發售全4集的成人動畫作品。各話約30分。另外1999年4月15日也以《Space Ofera 阿卡魯達 恐怖的宇宙魔女》為名製作成日本成人遊戲，並由menu發售，但故事內容是以動畫版結束後的時代為背景，為完全原創的故事。
與《天地無用! 魎皇鬼》有同一世界觀、並且是充滿現代劇及科幻要素的18禁動畫。以天地無用約150年過後的未來世界為舞台背景。原本預定製作全6話，但在第4話以後遭中止。

## 登場人物
太陽
本作主角的18歳少年。自雙親被殺害以來、就在太空船‧阿卡魯達上受凱兒扶養長大。
凱兒
"阿卡魯達"上的機械生化人、宛如太陽之母及情人、也負責指導他性愛方法。正式名稱是KA-3。
潔妮斯
宇宙船"萊拉"的船長，是名宇宙海賊、在補獲到"阿卡魯達"時，反而被太陽他們惡搞到雞飛狗跳。
夏克
殺害太陽雙親的人物、太陽18歳時、命令潔妮斯要補獲到"阿卡魯達"。
維吉尼亞
宛如"阿卡魯達"核心的存在。
瑪莎
豪華客船"ミレニ・アムール"的船長。
克蕾雅
宇宙軍戰艦的艦長。
伊馮娜
宇宙軍戦艦"ディードラ・ボッツ"的艦長。

## 工作人員
- 原案：梶島正樹
- 導演：矢崎茂
- 劇本：倉田英之
- 角色設定：河野悦隆
- 美術監督：長尾仁
- 色彩設計：佐藤直子
- 攝影監督：日浦均
- 編輯：西出榮子
- 音響監督：山口健
- 動畫製作人：中村浩一
- 製作：AIC

## 系列
- Space Ofera 阿卡魯達 第一話「少年期の終わり」 1998年10月25日發售 BIVH-1002
- Space Ofera 阿卡魯達 第二話「いさましいチビのトラブルメーカー」 1998年12月18日發售 BIVH-1004
- Space Ofera 阿卡魯達 第三話「元祖 大四畳半細腕繁盛記」 1999年2月25日發售 BIVH-1006
- Space Ofera 阿卡魯達 第四話「君にMUNEキュン」 1999年4月25日發售 BIVH-1008

## 關連書籍
- 『御先祖賛江  Space Ofera 阿卡魯達 Visual Collection』（ケイエスエス、2000年11月發行)

## 外部連結
- 梶島18禁動畫世界（日語）